# Marcentius
Marcentius est un officier byzantin du vie siècle, actif pendant le règne de l'empereur Justinien (527-565). Il apparaît pour la première fois en 537 lorsqu'il commande, aux côtés d'Alexandre et d'autres officiers, une unité de 1 000 cavaliers ayant quitté Constantinople pour se rendre à Otrante, en Italie, afin d'assister Bélisaire ; cette expédition est sous le commandement général de l'officier Jean. Ce détachement est arrivé en Campanie puis à Ostie avec des fournitures à Rome, où il est resté jusqu'à la mi-décembre 537.
Marcentius réapparait dans les sources dans la décennie de 540, lorsqu'il assume la fonction de duc de Byzacène. On ignore quand il a été nommé à un tel poste, mais on sait qu'il est déjà en poste lorsque Guntharic s'est rebellé à la fin de 545. Il s'est réfugié dans les îles au large de Byzacène et y est resté jusqu'au début de 546, lorsque le chef berbère Antalas a abandonné Guntharic et est retourné à la loyauté impériale. Marcentius s'est rendu à la réunion d’Antalas et reste dans son camp. Plus tard cette année-là, quand Artabanès chasse Antalas, Marcentius est stationné à Hadrumète avec des troupes loyalistes.
À l'hiver 546/547, Marcentius participe aux campagnes du général Jean Troglita, nouvellement convoqué contre les rebelles berbères, et aurait participé à la victoire et au pillage de leurs camps. Sous ses ordres se trouvaient les tribuns Liberatus et Ulithée. On ignore quelle fonction il exerce à ce moment-là, les auteurs de Prosopography of the Later Roman Empire suggèrent qu'il pourrait toujours occuper le poste de duc de Byzacène, bien qu'il soit connu du récit de Corippe que cette province était gouvernée à l'époque par deux ducs.

## Référencement